# Delage Type X
Pour les articles homonymes, voir Delage et X.
La Delage Type X est une voiture de compétition automobile de 1911, de l'écrurie Delage sport automobile (du constructeur automobile français Delage).

## Historique
Elle est conçue par l'ingénieur Delage Arthur Michelat, avec un moteur 4 cylindres 8 soupapes de 3 Litres, pour 80 km/h de vitesse de pointe. La Delage Type Y lui succède en 1913. 

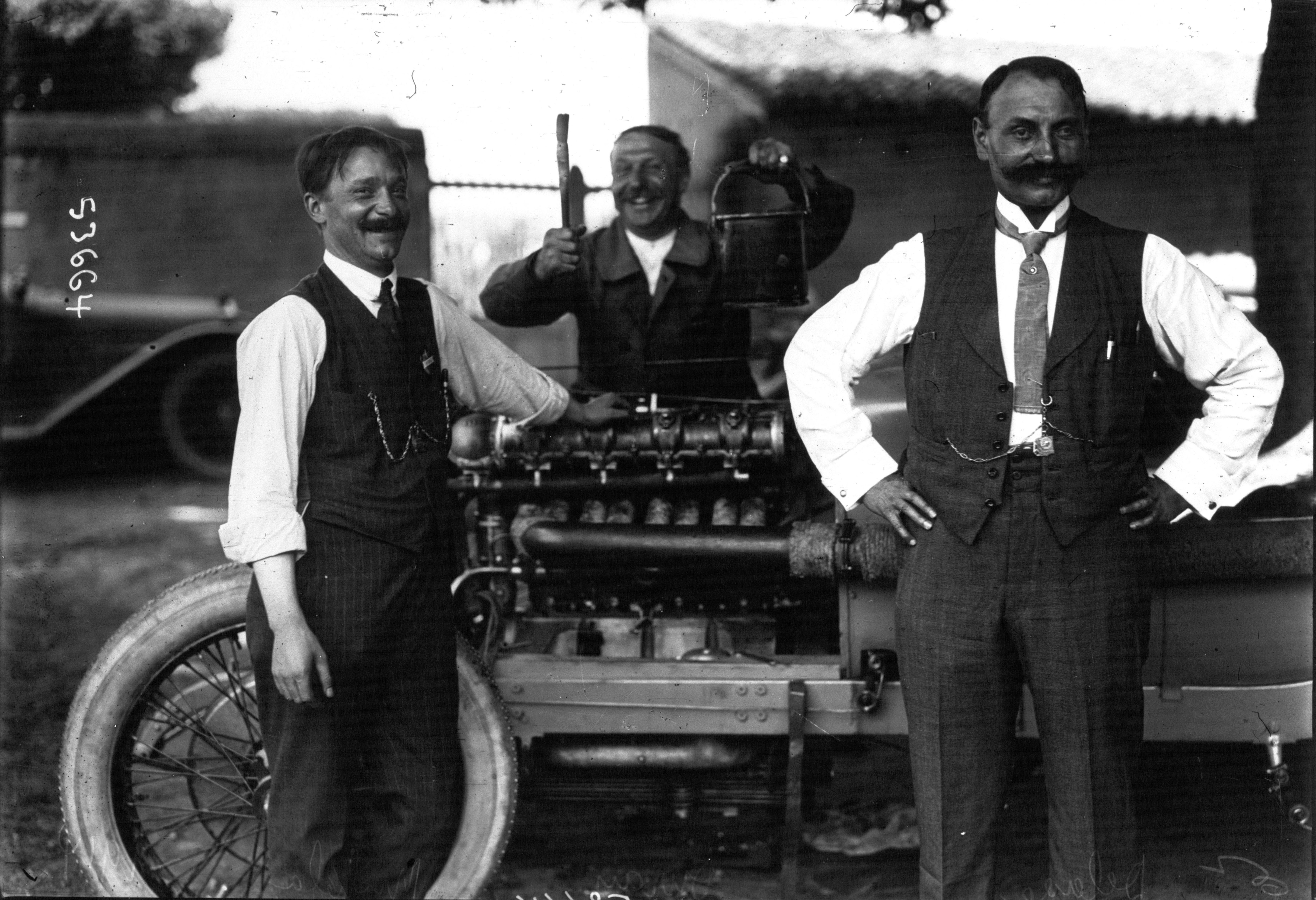
Arthur Michelat et Louis Delâge au Grand Prix automobile de France 1914
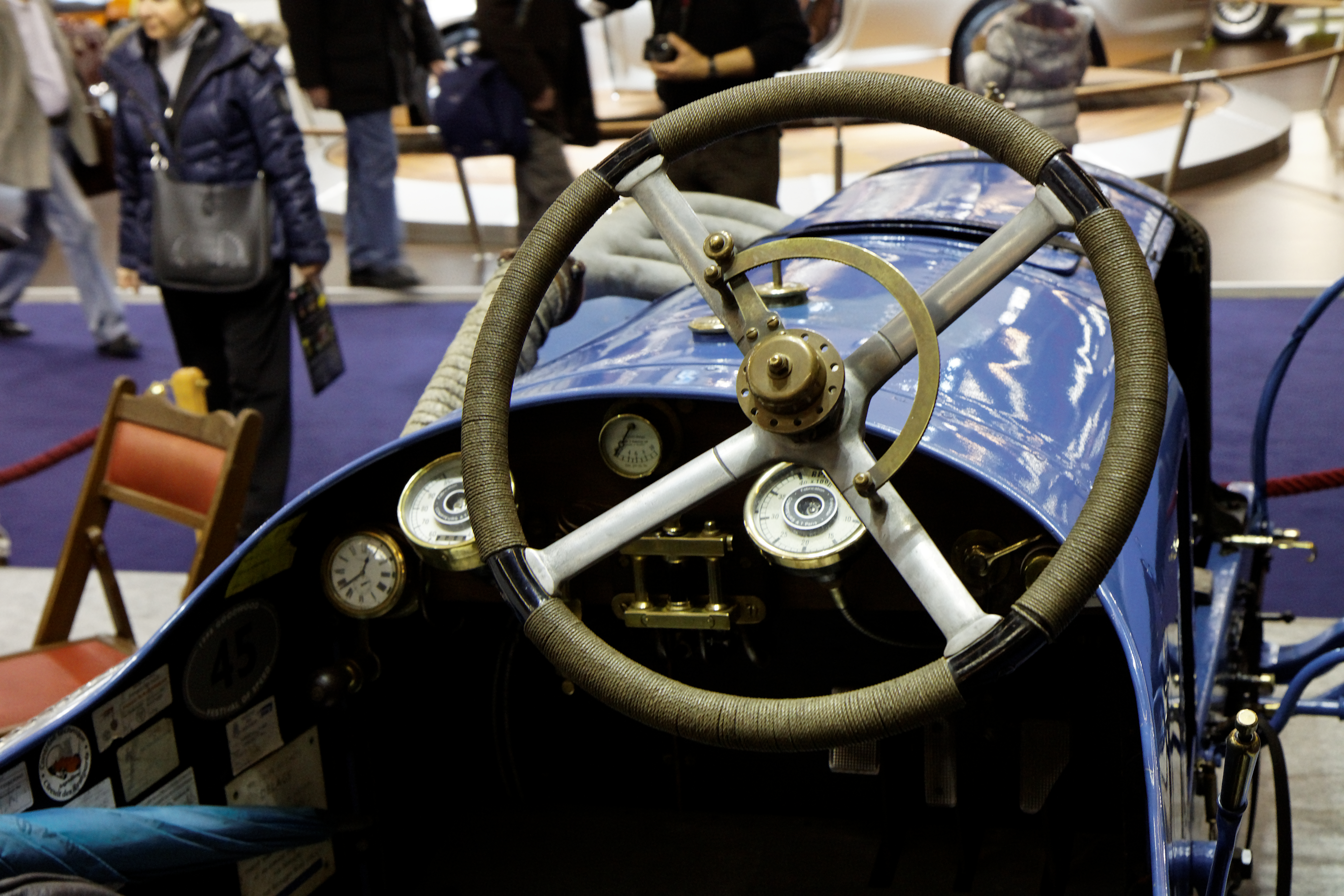
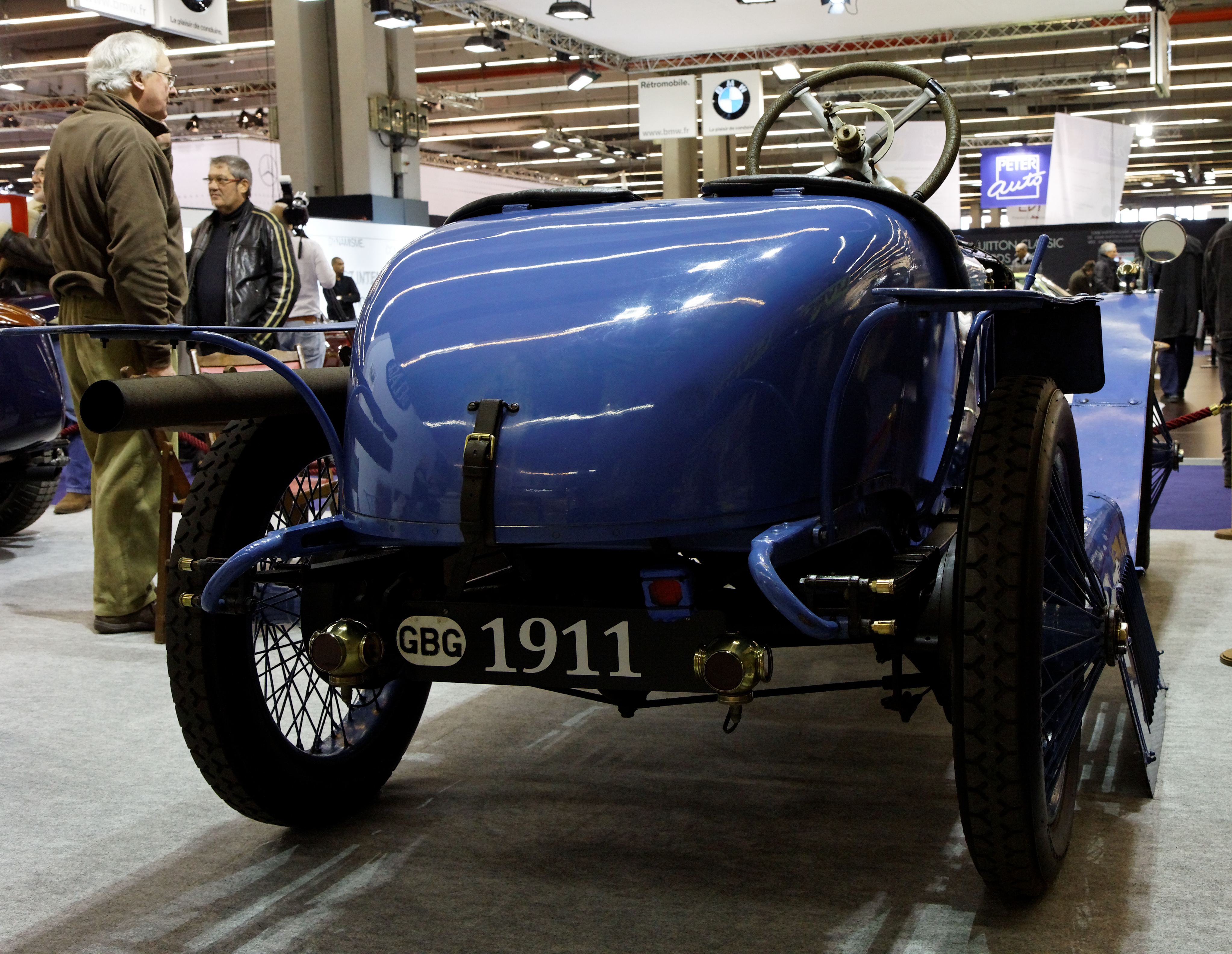

## Palmarès
- 1911 : victoire de la coupe de L'Auto de Boulogne-Billancourt, par le pilote Paul Bablot[1] (Delage en sport automobile)..